# Хламідії (рід)
Хламідії — рід патогенних грамнегативних бактерій, які є облігатними внутрішньоклітинними паразитами. Хламідійні інфекції є найпоширенішими бактеріальними захворюваннями, що передаються статевим шляхом у людей, і є основною причиною інфекційної сліпоти в усьому світі.
Види включають Chlamydia trachomatis (збудник людини), Ch. suis (вражає лише свиней) і Ch. muridarum (вражає тільки мишей і хом'яків). Люди переважно заражаються Ch. trachomatis, Ch. pneumoniae, Ch. abortus і Ch. psittaci.

## Класифікація
Через унікальний цикл розвитку хламідій, він був таксономічно класифікований в окремому порядку. Chlamydia є частиною порядку Chlamydiales сімейства Chlamydiaceae. 
На початку 1990-х років було відомо шість видів хламідій. Великий повторний опис порядку Chlamydiales в 1999 році, використовуючи нові на той час методи аналізу ДНК, відокремив три види від роду Chlamydia і перекласифікував їх у новостворений на той час рід Chlamydophila, а також додав три нові види до цього роду. У 2001 році багато бактеріологів рішуче заперечували проти рекласифікації, хоча у 2006 році деякі вчені все ще підтримували відмінність Chlamydophila. У 2009 році достовірність Chlamydophila була піддана сумніву новітніми методами аналізу ДНК, що призвело до пропозиції "возз'єднати Chlamydiaceae в єдиний рід Chlamydia ". Схоже, це було прийнято спільнотою, завдяки чому кількість (дійсних) видів Chlamydia зросла до 9. Багато ймовірних видів згодом було виділено, але ніхто не потрудився назвати їх. У 2013 році додано 10-й вид Ch. ibidis, відомий лише з диких священних ібісів у Франції. Ще два види були додані у 2014 році (але підтверджені у 2015 році): Ch. avium, що вражає голубів і папуг, і Ch. gallinacea, що заражає курей, цесарок та індиків. гл. abortus був доданий у 2015 році, а вид Chlamydophila перекласифіковано. Ряд нових видів спочатку були класифіковані як аберантні штами Ch. psittaci

## Геноми
Види Chlamydia мають геноми приблизно від 1,0 до 1,3 мегабази в довжину. Більшість кодує від ~900 до 1050 білків. Деякі види також містять ДНК-плазміди або фагові геноми (див. таблицю). Елементарне тільце містить РНК-полімеразу, відповідальну за транскрипцію генома ДНК після потрапляння в цитоплазму клітини-господаря та ініціації циклу росту. У цих тільцях знаходяться рибосоми і субодиниці рибосом. 
|             | гл. trachomatis MoPn | гл. trachomatis D | гл. pneumoniae AR39 | <i id="mwcw">гл. pneumoniae</i> CWL029 |
| ----------- | -------------------- | ----------------- | ------------------- | -------------------------------------- |
| Розмір (nt) | 1 069 412            | 1 042 519         | 1 229 853           | 1 230 230                              |
| ORF         | 924                  | 894               | 1052                | 1052                                   |
| тРНК        | 37                   | 37                | 38                  | 38                                     |
| плазміди    | 1 (7501 нт)          | 1 (7493 нт)       | 1 фаг оцДНК         | немає                                  |

Таблиця 1. Особливості геному окремих видів і штамів Chlamydia . MoPn є патогеном миші, тоді як штам «D» є патогеном людини. Близько 80 % генів Ch. trachomatis і Ch. pneumoniae є ортологами. Адаптовано за Read et al. 2000

## Цикл розвитку
Хламідії можуть зустрічатися у вигляді елементарного тіла і сітчастого тіла. Елементарне тіло — це нереплицирующая інфекційна частинка, яка виділяється при розриві інфікованих клітин. Він відповідає за здатність бактерій поширюватися від людини до людини і є аналогом спори. Елементарне тіло може бути від 0,25 до 0,30 мкм в діаметрі. Ця форма вкрита жорсткою клітинною стінкою (звідси об'єднана форма chlamyd- у назві роду). Елементарне тіло індукує власний ендоцитоз під впливом клітин-мішеней. Одна фаголізосома зазвичай продукує приблизно 100—1000 елементарних тілець. 
Хламідії також можуть приймати форму сітчастого тіла, яке насправді є інтрацитоплазматичною формою, сильно залученою в процес реплікації і росту цих бактерій. Сітчасте тіло трохи більше елементарного і може досягати до 0, 6 мкм в діаметрі при мінімум 0, 5 мкм. Він не має клітинної стінки. При фарбуванні йодом у клітині з'являються сітчасті тільця у вигляді вкраплень. У сітчастому тілі зберігаються геном ДНК, білки та рибосоми. Це відбувається в результаті циклу розвитку бактерій. Ретикулярне тільце — це в основному структура, в якій геном хламідій транскрибується в РНК, синтезуються білки та реплікується ДНК. Сітчасте тіло ділиться шляхом подвійного поділу з утворенням частинок, які після синтезу зовнішньої клітинної стінки розвиваються в нові інфекційні потомства елементарних тілець. Злиття триває близько трьох годин, а інкубаційний період може тривати до 21 дня. Після поділу сітчасте тільце повертається до елементарної форми та звільняється клітиною шляхом екзоцитозу.
Дослідження циклу росту Ch. trachomatis і Ch. psittaci в клітинних культурах in vitro показують, що інфекційне елементарне тільце (EB) розвивається в неінфекційне сітчасте тільце (RB) у цитоплазматичній вакуолі в інфікованій клітині. Після того, як елементарне тіло потрапляє в заражену клітину, настає фаза затемнення тривалістю 20 годин, поки інфекційна частинка розвивається в сітчасте тіло. Вихід хламідійних елементарних тіл максимальний через 36-50 годин після зараження.
Гістони, такі як білок HctA і HctB, відіграють роль у контролі диференціації між двома типами клітин. Експресія HctA жорстко регулюється і пригнічується малою некодуючою РНК, IhtA до пізньої редиференціації RB до EB. РНК IhtA консервативна у всіх видів Chlamydia.

## Патологія
Найчастіше хламідійні інфекції не викликають симптомів. Однак для чоловіків відчуття печіння при сечовипусканні часто ймовірне. Для жінок можливі неприємний запах і свербіж. Обидві статі можуть помітити більше виділення шкірного сала в міру ескалації інфекції, що призводить до виділення жирного поту, більш жирного кольору обличчя, і може бути помилково діагностовано як висипання вугрів, а не приховану боротьбу всього організму, щоб захиститися від ЗПСШ. Всім людям, які займалися сексуальною активністю з потенційно інфікованими особами, може бути запропонований один з декількох тестів для діагностики стану. 
Хламідії можна виявити за допомогою культуральних тестів або тестів без культури. Основні некультурні тести включають тест на флуоресцентні моноклональні антитіла, імуноферментний аналіз, ДНК-зонди, швидкі тести на хламідіоз і тести на лейкоцитарну естеразу. У той час як перший тест може виявити основний білок зовнішньої мембрани (MOMP), другий виявляє кольоровий продукт, перетворений ферментом, пов'язаним з антитілом. Швидкі тести на хламідіоз використовують антитіла проти MOMP, тести на лейкоцитарну естеразу виявляють ферменти, що виробляються лейкоцитами, що містять бактерії в сечі.

## Еволюція
Недавні філогенетичні дослідження показали, що хламідії, ймовірно, мають спільного предка з ціанобактеріями, групою, що містить ендосимбіонтного предка хлоропластів сучасних рослин, отже, хламідії зберігають незвичайні риси, подібні до рослин, як генетично, так і фізіологічно. Зокрема, фермент L, L-діамінопімелатамінотрансфераза, який пов'язаний із виробництвом лізину в рослинах, також пов'язаний із будівництвом хламідійного пептидоглікану, який необхідний для поділу. Генетичне кодування ферментів надзвичайно схоже у рослин, ціанобактерій і хламідій, демонструючи близьке спільне походження.

## Філогенез
| LTP на основі 16S рРНК _01_2022 | 120 маркерних білків на основі GTDB 07-RS207 |
| ------------------------------- | -------------------------------------------- |
|                                 |                                              |